# Statystyka od A do Z
Statystyka od A do Z to portal internetowy poświęcony statystyce i badaniom statystycznym. Serwis założono w 2005 roku celem popularyzacji praktycznych rozwiązań analitycznych w środowisku naukowym i studenckim - przeznaczony jest dla pracowników naukowych, doktorantów i studentów oraz utrzymany w duchu naukowo-edukacyjnym.

## Baza wiedzy
Kluczowy element portalu stanowi baza wiedzy, będąca kompleksowym kompendium informacji z zakresu podstawowej terminologii statystycznej oraz teorii testów statystycznych, miar rozkładu i doboru próby. Baza obejmuje techniki, algorytmy oraz metody, które powszechnie wykorzystuje się w prognozowaniu i modelowaniu danych oraz w badaniach naukowych i komercyjnych, w tym - w badaniach klinicznych i obserwacyjnych, badaniach rynku i opinii czy badaniach marketingowych.
Jak podkreślają twórcy serwisu - ma on stanowić wsparcie edukacyjne zarówno dla początkujących statystyków, jak i doświadczonych analityków:
„... twórcy serwisu kładą szczególny nacisk na przekazanie w pełni merytorycznej wiedzy przy użyciu prostego języka i czytelnych praktycznych przykładów - tak, by przemówić nie tylko do doświadczonych statystyków, ale do wszystkich osób, które chciałyby wykorzystać analizy statystyczne w badaniach naukowych lub komercyjnych”.

## Rozbudowa portalu
Sekcja „Publikuj u nas!” umożliwia publikację artykułów i prac badawczych dotyczących zagadnień z zakresu statystyki oraz dziedzin pokrewnych, wykorzystujących rozwiązania statystyczne - treści te, po ocenie merytorycznej zespołu redakcyjnego, publikowane są na łamach portalu lub poszerzają zasoby bazy wiedzy. Autorami publikacji są zarówno doświadczeni naukowcy i doktoranci, utalentowani młodzi adepci nauk statystycznych, jak i osoby wykorzystujące metodologię statystyczną w praktyce - przedsiębiorcy, socjolodzy, lekarze czy biolodzy.